# ورقة طوابع صغيرة

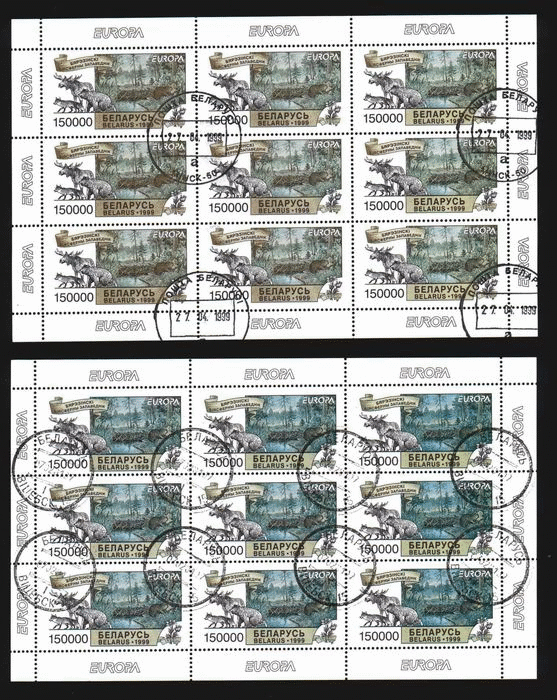
ورقة طوابع صغيرة من تسعة طوابع (بيلاروسيا، 1999)

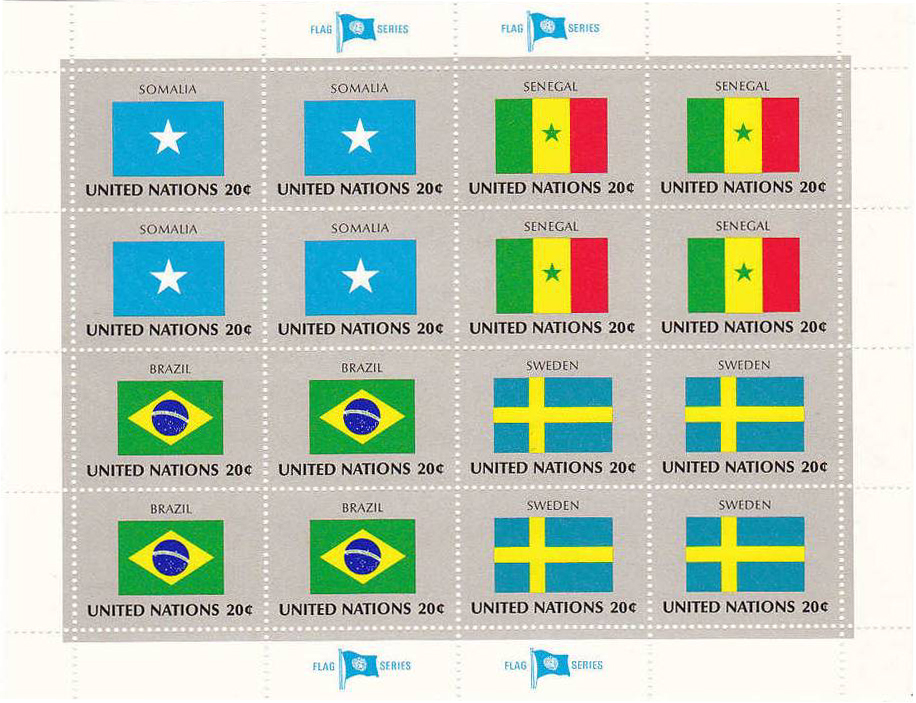
مجموعة صغيرة من 16 طابعًا للأمم المتحدة، سلسلة الأعلام (الصومال والسنغال والبرازيل والسويد)؛ كل فئة 20 سنتًا (1983)

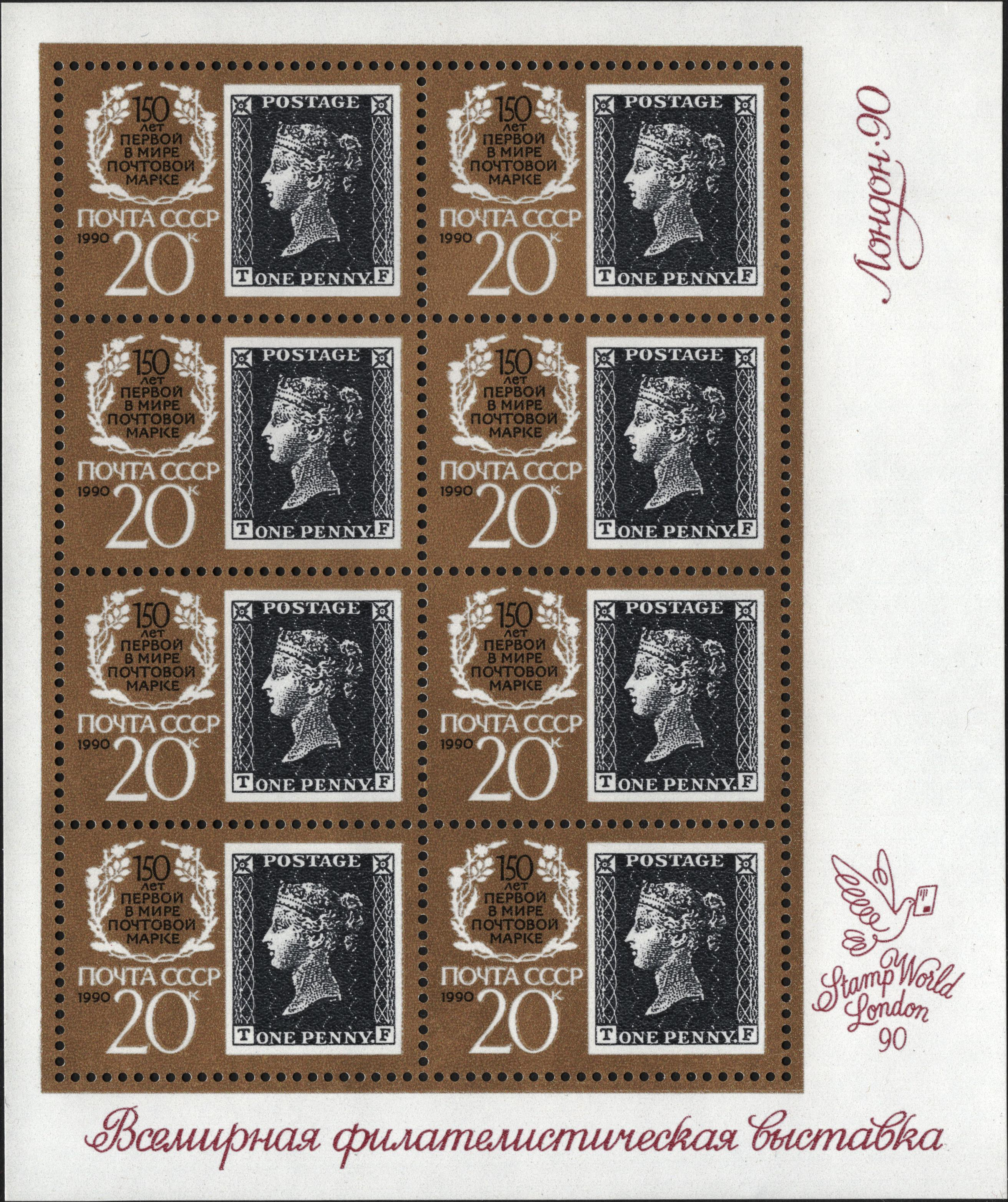
الاتحاد السوفييتي يصدر "الذكرى السنوية المائة والخمسون لأول طابع بريدي في العالم" (1990). على هامش الورقة الصغيرة المكونة من 8 طوابع يوجد شعار معرض الطوابع العالمي "لندن-90"

ورقة الطوابع الصغيرة (بالألمانية: kleinbogen) هي ورقة طوابع بريدية، وهي ما بين مجموعة ورقة طوابع البريد وورقة الطوابع التذكارية.

## الوصف والمصطلحات
على عكس ورقة الطوابع العادية، تحتوي ورقة الطوابع الصغيرة على عدد صغير من الطوابع - من 3 ألى 4 طوابع وربما 10 طوابع إلى 16 طابعا (وفي حالات نادرة، أكثر). قد تحتوي ورقة الطوابع لصغيرة على طوابع متطابقة لنفس الموضوع والفئة، أو طوابع لموضوعات وفئات مختلفة.
إن مفهوم "الورقة الصغيرة" يشير إما إلى وجود إصدار من نفس الطوابع البريدية في أوراق "كبيرة"، أو إلى حقيقة أن ورقة معينة تحتوي على عدد أقل من الطوابع من الورقة التقليدية المعتادة. تحتوي هوامش الورقة الصغيرة أحيانًا على رقم تسلسلي أو رسم أو نقش تذكاري، مما يجعلها تبدو وكأنها صحيفة طوابع بريدية، ولكن على عكس الأخيرة، فإن ورقة الطوابع الصغيرة ليست إصدارًا بريديًا مستقلاً وليس لها رقم خاص بها في الترقيم العام لفهارس الطوابع البريدية. الفرق بين مجموعة ورقة طوابع البريد وورقة الطوابع الصغيرة يكون في بعض الأحيان ضئيلاً للغاية: ما يصنف على أنهُ "مجموعة ورقة طوابع" في فهرس ما يوصف بأنه "ورقة طوابع صغيرة" في فهرس آخر. ونظراً للاهتمام الكبير الذي يبديه هواة جمع الطوابع بالأوراق الصغيرة، فقد أدرجت بعض الفهارس مؤخراً قوائم ملحقة للأوراق الصغيرة المنشورة مع ترقيم إضافي للأوراق الصغيرة.
قسم الناشر الرسمي للطوابع البريدية في روسيا، شركة ماركا، في السنوات الأخيرة الأوراق الصغيرة إلى فئتين هما "الأوراق الصغيرة الحقيقية" و"الأوراق الصغيرة (المخفضة)".
لا "يلاحظ" دليل ميشيل للطوابع هذا الاختلاف: حيث توضع جميع الإصدارات الروسية، والتي تسمى رسميًا "أوراق التنسيق الصغيرة"، فيه باسم "ورقة الطوابع الصغيرة". ومن ناحية أخرى، تصنف بعض أوراق الطوابع الروسية الصغيرة في السنوات الأخيرة على أنها مجموعة ورقة طوابع البريد في نفس دليل الطوابع.

## التاريخ
نُشرت أول مجموعة ورقة طوابع صغيرة في عام 1919 في بلجيكا. احتوت ورقة الطوابع الصغيرة على 25 طابعًا قياسيًا بقيمة اسمية تبلغ 65 سنتًا. في عام 1921، في لوكسمبورج، تم أصدر طابع بريدي تذكاري لميلاد وريث العرش باعتباره الفئة الأولى من سلسلة نهائية جديدة في أوراق بقيمة 5 ماركات في الإصدار الأول، و25 ماركًا في الإصدار الثاني، و100 مارك في الإصدار الثالث.

## أوراق الطوابع الصغيرة من الاتحاد السوفييتي
الأعداد الأولى من الصحف الصغيرة للاتحاد السوفييتي هي:
- سلسلة تذكارية مكونة من طابعين من عام 1926 بعنوان "المؤتمر الدولي السادس للبروليتاريين الإسبرانتيين في لينينغراد". طبعت طوابع السلسلة في أوراق بحجم 2 × 5.

الطابع الأول الصادر لمناسبة "المؤتمر الدولي السادس للبروليتاريين الإسبرانتيين في لينينغراد"
الطابع الثاني الصادر لمناسبة "المؤتمر الدولي السادس للبروليتاريين الإسبرانتيين في لينينغراد"

- الإصدار التذكاري لعام 1950 "الذكرى الخمسون لوفاة إيفان إيفازوفسكي". تتضمن السلسلة ثلاثة طوابع، اثنان منها طبعتا في أوراق عادية من 20 طابعًا وفي أوراق صغيرة من 10 طوابع (2 × 5).

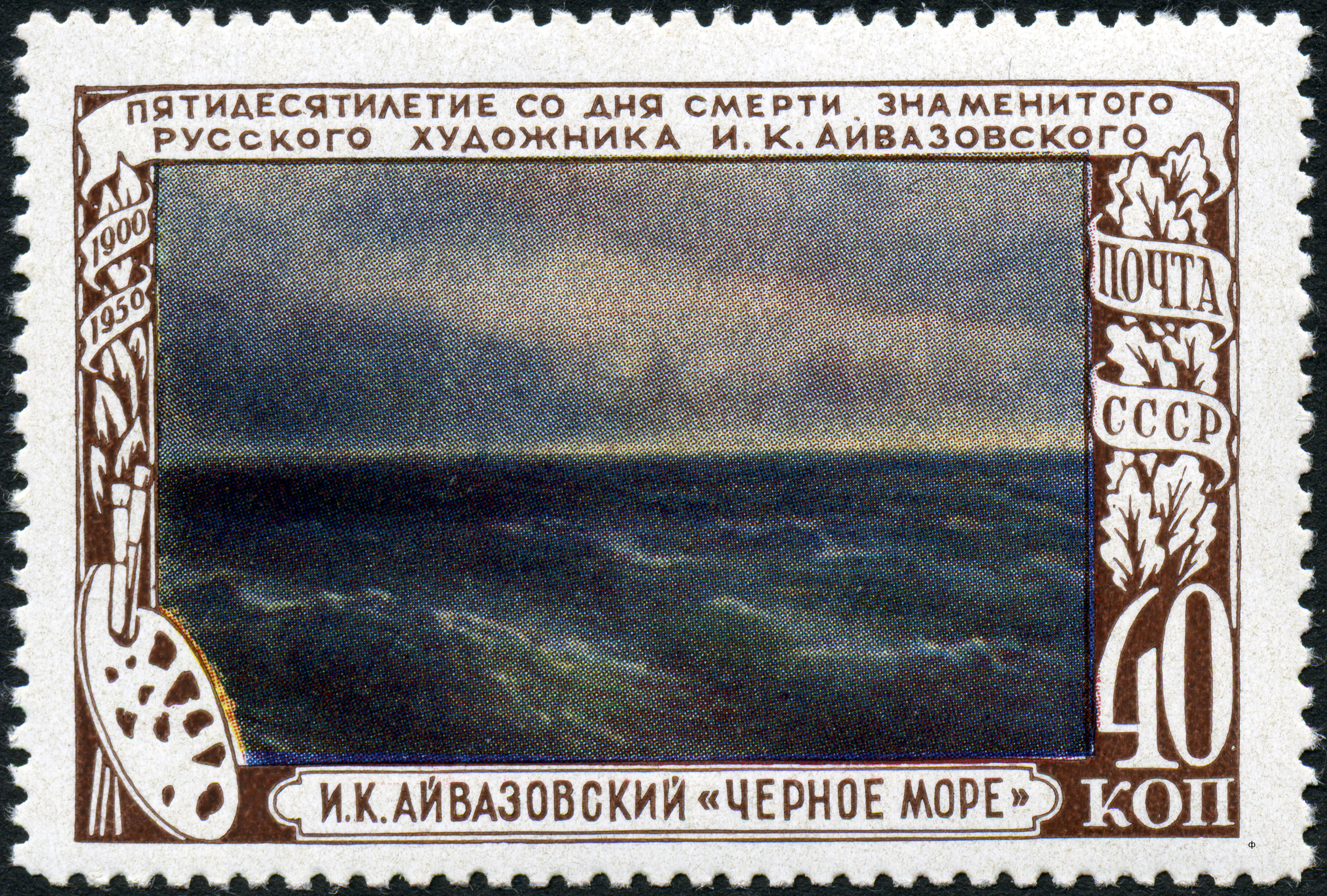
الطابع الأول
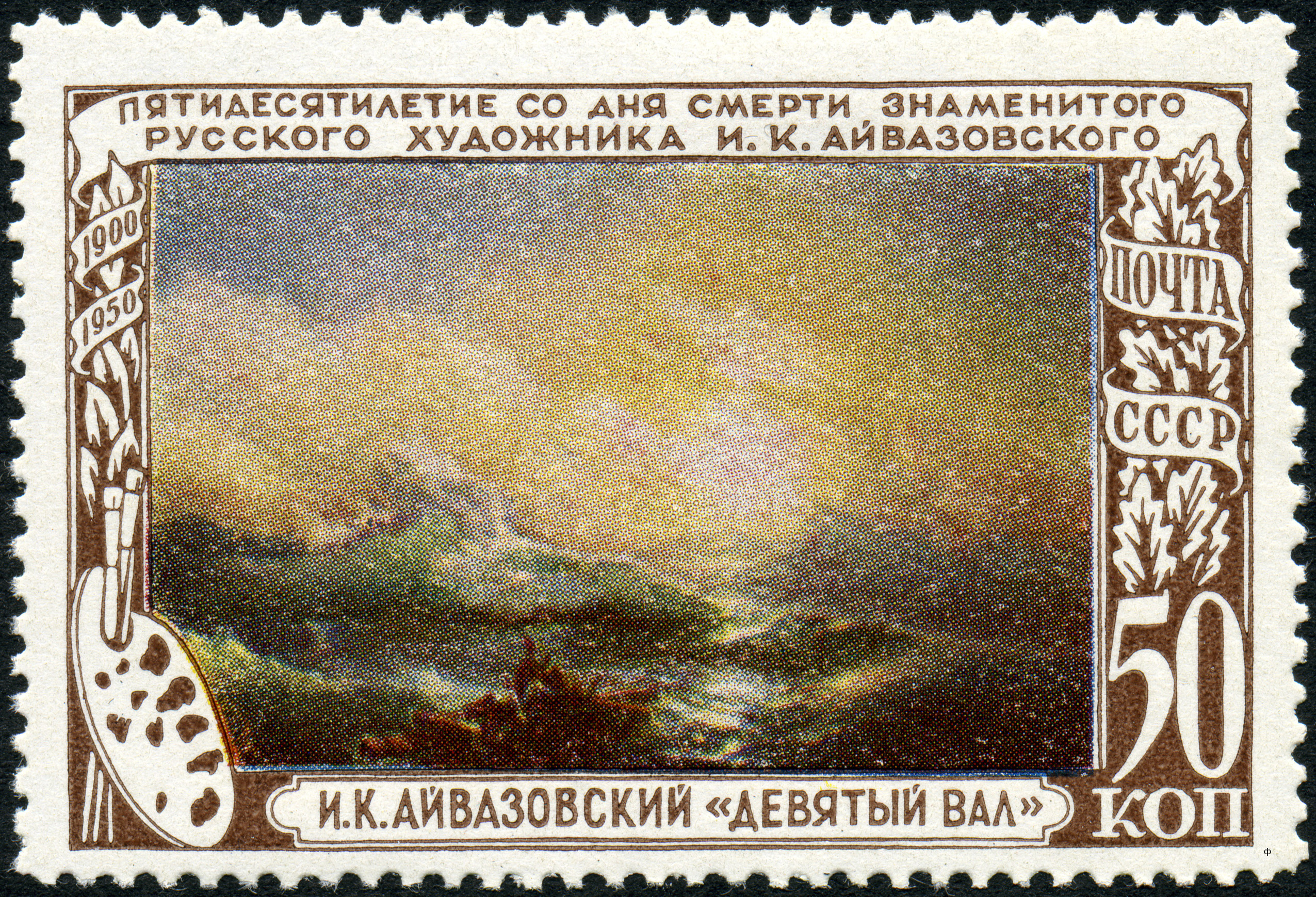
الطابع الثاني
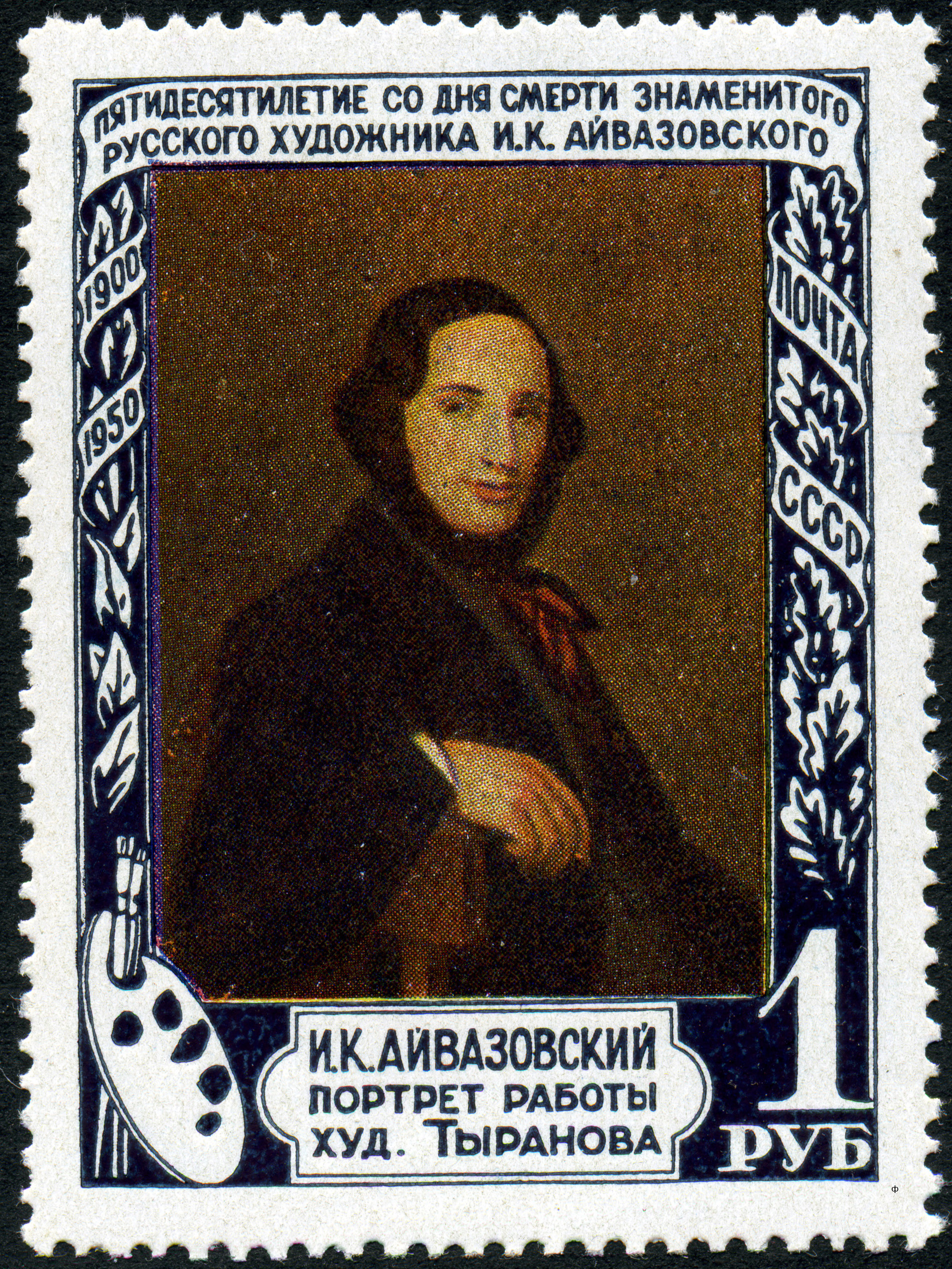
الطابع الثالث وتظهر عليه صورة إيفان إيفازوفسكي

- إصدار تذكاري لعام 1955 "الذكرى السنوية العاشرة لمعاهدة الصداقة والمساعدة المتبادلة بين الاتحاد السوفييتي وجمهورية بولندا الشعبية". أصدر طابع بريدي واحد من هذه السلسلة مع نسخة طبق الأصل من لوحة "كوبرنيكوس" للفنان يان ماتيكو في أوراق عادية وصغيرة من 10 طوابع.

- الإصدار التذكاري لعام 1961 "رجل الاتحاد السوفييتي في الفضاء!" طبع جزء من تداول طابع بريدي واحد من السلسلة في أوراق تحتوي على 10 طوابع و10 قسائم.

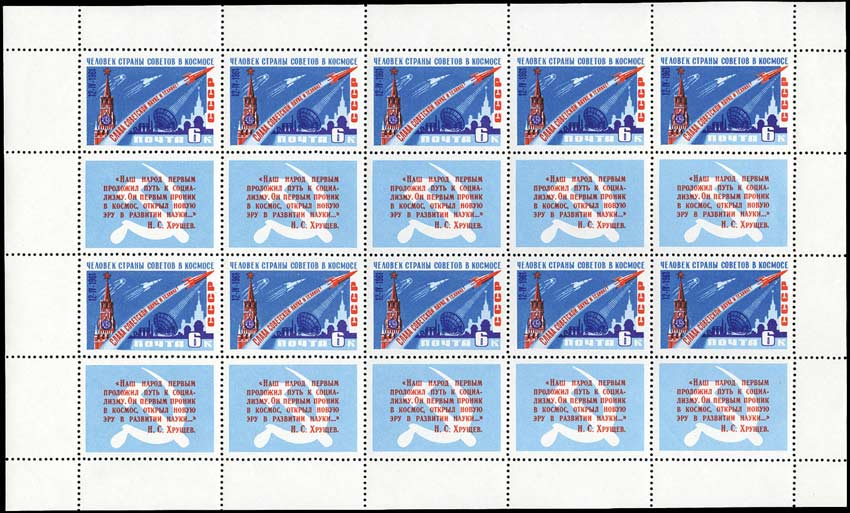
أصدار الفضاء من 10 طوابع و10 قسائم

منذ عام 1970، أصبح نشر الصحف الصغيرة أمرا منتظما. الأعداد الأولى المنتظمة للاتحاد السوفييتي هي:
- سلسلة تذكارية مكونة من 10 طوابع من عام 1970 "الذكرى المئوية لميلاد فلاديمير لينين" (الفنانان إ. مارتينوف ون. تشيركاسوف). أصدرت الطبعة الكاملة من سلسلة الطوابع العشرة في أوراق من 8 طوابع متطابقة، مؤطرة بأوراق الغار، و16 قسيمة تحمل صورًا لأماكن لا تنسى مرتبطة بحياة وعمل لينين.
- سلسلة تذكارية مكونة من ستة طوابع بريدية من عام 1972 بمناسبة الذكرى الخامسة عشرة لإطلاق أول قمر صناعي للأرض في العالم (الفنانان أ. ليونوف وأ. سوكولوف). طبعت السلسلة بأكملها في أوراق صغيرة. تحتوي كل واحدة من الأوراق الست الصغيرة في السلسلة على ستة طوابع متطابقة، مع نجمة خماسية وشريط ونقش تذكاري "15 عامًا" على الهوامش. يختلف لون الزخرفة لكل ورقة طوابع صغيرة.

ابتداءً من عام 1977، تم نشر جزء من طبعة جميع إصدارات العام الجديد في أوراق صغيرة.

## المجموعات
في مجموعات الطوابع، عادة تعرض الأوراق المصغرة بالكامل.